# Aeroporto di Gadurrà
L'aeroporto di Gadurrà (dal nome del vicino fiume, in inglese: Kalathos Airfield, dal nome del paese vicino) fu un aeroporto militare costruito verso la fine degli anni trenta, durante l'occupazione italiana del Dodecaneso. Si trova sulla costa orientale dell'isola di Rodi, un chilometro a nord dalla località di Càlato (Kalathos) e a 8 km a nord dal paese di Lindo (Lindos).

## Storia

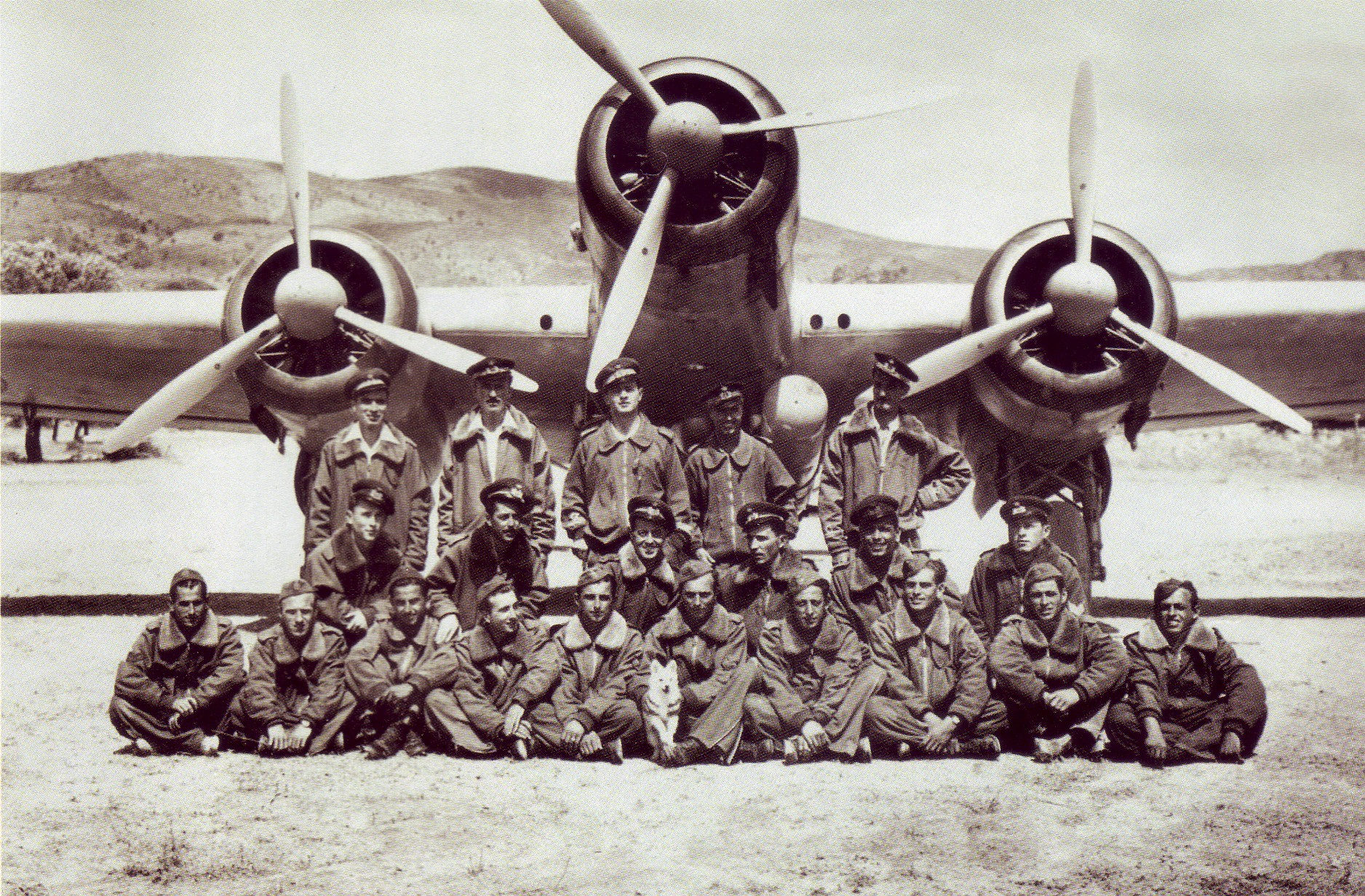
La 281ª squadriglia nella base di Gadurrà nel giugno 1941

L'aeroporto di Gadurrà fu costruito alla fine degli anni '30 nella valle dell'omonimo fiume, a poche centinaia di metri dalla foce sul mar di Levante ed aveva la codifica militare 806. Fu il secondo aeroporto ad essere costruito sull'isola e consisteva in una pista d'atterraggio in macadam lunga 1 700 m e larga 60 m ed un accampamento temporaneo per il personale. Dipendeva dal Comando Aeronautica dell'Egeo di Rodi basato all'aeroporto di Marizza.
Durante la seconda guerra mondiale fu utilizzato dalla Regia Aeronautica per raid aerei sulle colonie britanniche in Medio Oriente, come i bombardamenti sulla Palestina britannica e sulle raffinerie in Bahrein..

## Oggi

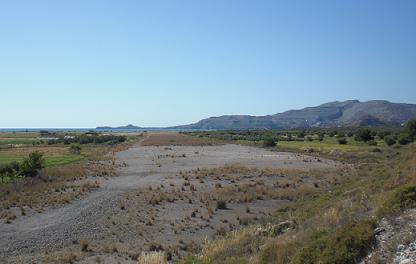
La pista nell'aprile 2012.

La pista è facilmente individuabile sia dalle immagini satellitari che a terra. Con orientamento 15/33 la testata meridionale della pista termina sulla spiaggia della baia di Vliha-Reni mentre una piccola porzione della testata settentrionale è stata coperta dal terrapieno della strada statale EO95. L'area è parzialmente ricoperta da arbusti e vegetazione anche se buona parte della pista è ancora percorribile in auto.
La pavimentazione in macadam ancora presente, versa in pessimo stato di conservazione come la piccola torre di controllo e la vecchia chiesetta costruita dai soldati italiani. Negli anni a seguire, l'area venne usata occasionalmente dall'aeronautica militare greca per manovre addestrative con gli elicotteri basati a Marizza.